# Haroldiataenius mariarum
Haroldiataenius mariarum är en skalbaggsart som beskrevs av Bates 1887. Haroldiataenius mariarum ingår i släktet Haroldiataenius och familjen Aphodiidae. Inga underarter finns listade i Catalogue of Life.